# Shōkan kyōshi real bout high school
Shōkan kyōshi real bout high school (召喚教師リアルバウトハイスクール?, Shōkan kyōshi riaru bauto hai sukūru  Samurai Girl: Real Bout High School) è una serie di light novel giapponese scritta da Reiji Saiga e illustrato da Sora Inoue. È stato serializzato in Dragon Magazine dal 1997 al 2010. Un adattamento manga dagli stessi autori è stato serializzato in Monthly Comic Dragon dal 1998 al 2001. Una serie televisiva anime da 13 episodi è stato prodotto da Gonzo nel 2001. 

## Trama
La storia si svolge in una scuola chiamata Daimon High, dove i disaccordi nel corpo studentesco sono regolati da incontri di Arti Marziali chiamati K-Fights.La storia introduce Ryoko Mitsurugi, attuale campionessa di K-Fight del liceo Daimon e conosciuta come Samurai Girl.  Introduce inoltre Shizuma Kusunagi, un viaggiare Street Fighter con misteriosi poteri.
Il manga, che è comico all'inizio, diventa più serio come Ryoko e Shizuma si trovano coinvolti nelle macchinazioni di alcuni consigli degli studenti e di una organizzazione criminale, con Ryoko che collabora con un gruppo di combattenti femminili che prendono il nome dalla storica
Shinsengumi. Gli eventi dell'anime si svolgono dopo quelli del manga (con una serie di eventi spostati). Ryoko Mitsurugi è l'attuale campionessa del K-Fight, la cui abilità nel Kendō e il suo amore per i samurai l'hanno portata a essere conosciuta come la "Samurai Girl". Un giorno, Ryoko trova uno strano ciondolo che la trasporta in un'altra dimensione chiamata Solvania, dove deve combattere contro dei mostri. Questo fa parte di un grande complotto per far rivivere Solvania.

## Personaggi
- Ryoko Mitsurugi (涼子御剣?, Ryōko Mitsurugi)

Un'esperta di arti marziali e attuale campionessa del liceo Daimon in K-Fight. Nell'episodio 1, è emerso che Ryoko ha una sorella maggiore di nome Madoka Mitsurugi. Lei cerca di imparare la via della spada, ma è un po' impacciata a causa della sua altezza (lei è 1' e 59 nel manga) e della sua ossessione per i samurai. È altamente qualificata nel Kendo; solo Tatsuya Shishikura, il capitano della squadra di kendo, è in grado di batterla nel kendo formale. Il suo rivale è Azumi Kiribayashi, che come lei è un combattente altamente qualificato ed è anche innamorato di Tatsuya Shishikura. Aiuta anche il club di teatro con le recite scolastiche. Nel manga suoi obiettivi sono diversi; lei cerca di diventare una grande donna utilizzando la via della spada, e agisce come un vigilante in nome della giustizia. In seguito diventa il capo di un gruppo di combattimento femminile.
- Shizuma Kusanagi (静馬草薙?, Shizuma Kusanagi)

Un anno fa, questo giovane ruffiano è stato il campione di K-Fight, fino Ryoko non lo ha battuto. Egli è ora tornato per una rivincita. Lui è un combattente di strada che pratica Kamui: un metodo che gli dà le abilità del fire-ki. Oltre alla sua forza e l'uso di fiamme, non aveva alcuna formazione di arti marziali, ma usava metodi di combattimento personallizzati appresi dopo anni di combattimenti in strada con questa combinazione del so stile personale e il Kamui, che lo rese il più forte della scuola. A differenza di Ryoko, lui non è un membro di un club scolastico. Così, nel manga, ha creato il suo fan club. Anche se molto crudele, a volte, mostra un debole verso Miyuki (la ragazza Hiten Santuario e la nipote di Tessai), Sara (il suo fan personale), e talvolta anche verso Ryoko, il quale ha ammesso di avere sentimenti romantici durante la loro battaglia nel volume 6 del manga. Grazie al suo background musicale di famiglia, egli è abile con la chitarra ed il pianoforte e va anche in moto. Nella sua infanzia, gli è stato insegnato il Kamui no ken da un vecchio barbone di nome Ryugan Higishikata. Shizuma lo ha trasformato in una tecnica di combattimento. È stato ovviamente rimodellato in Kyo Kusanagi ed è il suo nome finale. Nel manga, è modellato dopo Donnie Yen. Come puoi vedere nel volume 6 del manga, lui ha dei Nunchakus nella sua battaglia finale con Ryoko.
- Sara Himekawa (サラ姫川?, Sara Himekawa)

Amica di Shizuma con i capelli biondi.
- Hitomi Yuuki (ひとみ結城?, Hitomi Yūki)

La migliore amica di Ryoko con gli occhiali. Sostiene Ryoko nel momento del bisogno. Anche se frequenta una scuola che ha i K-Fights, lei non ha alcuna abilità di arti marziali.
- Daisaku Kamiya (大作神谷?, Daisaku Kamiya)

È il fan numero uno di Ryoko. È un po' uno  Stalker, ma la aiuta. Segue Ryoko con una macchina fotografica o una videocamera.
- Azumi Kiribayashi (あずみ栗林?, Azumi Kiribayashi)

Azumi è una senior del liceo Daimon ed il capo del Club di disposizilne dei fiori. Ad Azumi piace infastidire Ryoko, una rivale per l'affetto di Tatsuya. Lei usa un naginata come sua arma primaria.
- Tatsuya Shishikura (達也宍倉?, Tatsuya Shishikura)

Capitano della squadra Kendō. Ryoko e Azumi si battono per i suoi affetti. Lui si allontana nel bel mezzo del manga (cosa non accaduta nell'anime).

## Media

### Light novel
La serie principale da cui sono stati adattati sia un manga che un anime è una light novel. Il nome originale è Shōkan kyōshi real bout high school, e, diversamente dal manga e dall'anime, è centrato su un'insegnante che lavora al liceo Daimon. La trama principale ha 19 volumi, la linea EX dispone di 5 volumi, e la linea ED ha 3 volumi.

### Manga
La storia gira attorno ad una scuola che non divieta i combattimenti, anzi, li valorizza. La storia introduce Ryoko Mitsurugi, attuale campionessa di K-Fight del liceo Daimon e conosciuta come Samurai Girl.  Introduce inoltre Shizuma Kusunagi, un viaggiare Street Fighter con misteriosi poteri.
Il manga, che è comico all'inizio, diventa più serio come Ryoko e Shizuma si trovano coinvolti nelle macchinazioni di alcuni consigli degli studenti e di una organizzazione criminale, con Ryoko che collabora con un gruppo di combattenti femminili che prendono il nome dalla storica
Shinsengumi.

### Anime
Gli eventi dell'anime si svolgono dopo quelli del manga (con una serie di eventi spostati). Ryoko Mitsurugi è l'attuale campionessa del K-Fight, la cui abilità nel Kendō e il suo amore per i samurai l'hanno portata a essere conosciuta come la "Samurai Girl". Un giorno, Ryoko trova uno strano ciondolo che la trasporta in un'altra dimensione chiamata Solvania, dove deve combattere contro dei mostri. Questo fa parte di un grande complotto per far rivivere Solvania.

## Doppiaggio
- Ikue Kimura: Ryoko Mitsurugi
- Megumi Nasu: Hitomi Yuki
- Sakura Nogawa: Miyuki Onizuka
- Satsuki Yukino: Azumi Kiribayashi
- Seki Tomokazu: Shizuma Kusanagi
- Hane Saebara: Misao Aoki
- Hiroyuki Kan: Ninja B
- Jūrōta Kosugi: Keiichiro Nagumo
- Kazuho Oda: Miann Cubie
- Kazumi Yokota: Aya Jinguji
- Kazunori Sekine: Ninja C
- Kenji Nomura: Willard Gates
- Kouki Miyata: Daisaku Kamiya
- Masahito Yabe: Ninja A
- Ryoka Yuzuki: Reiha
- Ryoko Kurumadome: Maya Jinguji
- Sayuri Yoshida: Tamaki Nakamura
- Shin'ichirō Miki: Kyogoku Setsura
- Susumu Chiba: Tatsuya Shishikura
- Unshō Ishizuka: Takao Todo
- Yuuko Sumitomo: Nanako Hishinuma
- Yuzuru Fujimoto: Tessai Onizuka